# Route nationale 652
Die Route nationale 652, kurz N 652 oder RN 652, war eine französische Nationalstraße, die von 1933 bis 1973 in zwei Teilen zwischen La Hume und Labenne verlief. Ihre Gesamtlänge betrug 147 Kilometer.